# Hilario Brugarolas

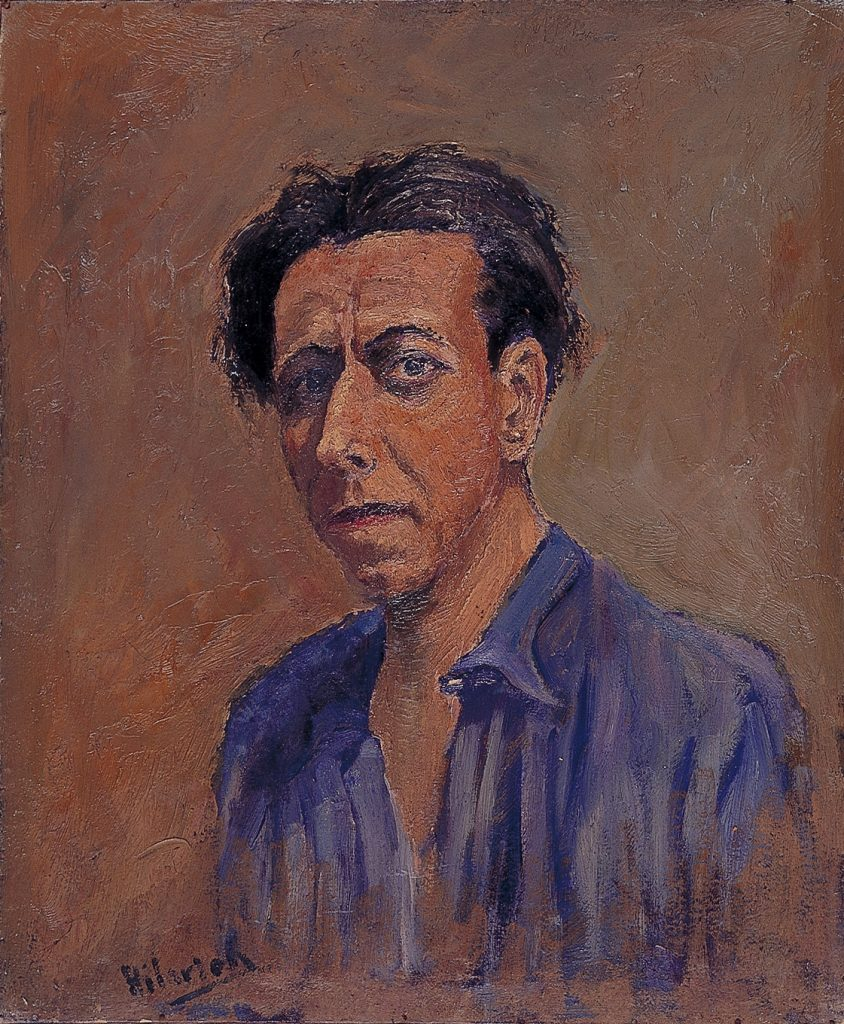
Retrato de Hilarion Brugarolas- 1948

Hilario Brugarolas, nacido en Barcelona el 15 de junio de 1901 y fallecido en Toulouse en 1996, fue un pintor impresionista español centrado principalmente en temas paisajísticos y realistas.

## Biografía

### Juventud y formación
Hilario Brugarolas creció en el barrio de Gracia en Barcelona, una ciudad en pleno auge artístico y económico influenciada por el modernismo. Procedente de una familia pequeño-burguesa, estudió en la Escuela de Bellas Artes.
En 1921, a los 20 años, perdió a sus padres y se instaló con unos primos en Granollers, cerca de Barcelona. Allí conoció a Vicente Albarranch, quien se convirtió en su maestro de pintura. Participó en la creación del museo de Granollers y expuso en numerosas exposiciones colectivas en España. Durante este periodo, también se unió a la francmasonería.

### Compromiso durante la Guerra Civil Española
En 1936, durante la Guerra Civil Española, Hilario Brugarolas se unió al bando republicano como miembro de la CNT. Este periodo trágico marcó un punto de inflexión en su vida. En 1939, tras la derrota de la República, se exilió en Francia, dejando atrás a su esposa y a su hija de tres meses. Fue internado en el campo de concentración de Septfonds, donde sobrevivió en condiciones extremadamente difíciles.

### Exilio en Francia y Segunda Guerra Mundial
Durante la Segunda Guerra Mundial, Hilario Brugarolas vivió en Ariège y trabajó en grupos de trabajadores extranjeros. En 1942, se unió a una red de resistencia, pero fue capturado y enviado a un campo de trabajo en Alemania. Tras escapar, regresó a Ariège, donde se estableció definitivamente después de la guerra.
En 1947, tras nueve años de separación, su esposa y su hija se reunieron con él en Francia. El nacimiento de su hijo en 1949 marcó un nuevo comienzo para la familia.

### Toulouse y carrera artística
En 1955, Hilario Brugarolas se instaló en Toulouse, donde encontró un entorno cultural propicio para su arte. Participó en exposiciones colectivas y organizó anualmente, a partir de 1961, exposiciones individuales en Toulouse y en la región de Occitania.
En la década de 1960, se dedicó por completo a la pintura, impartiendo clases en su taller y formando un grupo de artistas regionales. La mayoría de sus obras disponibles actualmente fueron realizadas entre 1966 y 1986. Frecuentemente utilizaba la técnica de la espátula para pintar marinas, paisajes y escenas de tauromaquia.

## Estilo e influencia
Hilario Brugarolas está clasificado entre los pintores impresionistas y paisajistas. Su estilo se caracteriza por un uso vibrante del color y la luz, a menudo inspirado en escenas al aire libre. Aunque enfrentó numerosas pruebas personales e históricas, su trabajo refleja un evidente optimismo. Algunas de sus obras, sin embargo, abordan los dramas de su época para preservar su memoria.

### Exposiciones
Desde su fallecimiento en 1996, su trabajo sigue siendo reconocido gracias a exposiciones individuales organizadas en todo el mundo:
2015: Instituto Cervantes, Toulouse.
2017: Cadaqués, Cataluña, España.
2019: Biblioteca Lesseps, Barcelona.
2023: Maison d’Occitanie, Nueva York.